# Stormblåst
Stormblåst („Буреносен порив“) е вторият студиен албум на норвежката блек метъл група Dimmu Borgir. Издаден е през 1996 година от Cacophonous Records и преиздаден през 2001 от Century Media. Албумът е на родния за групата език – норвежки и е последният преди преминаването към текстове на английски.
През 2005 излиза нова, съществено променена версия на албума – Stormblåst MMV. Четвъртата песен „Sorgens Kammer“ от оригиналното издание, която е била почти напълно изплагиатствана от песента на Тим Райт, написана за видеоиграта Agony за платформата Amiga, е заменена в новата версия на албума с авторската „Sorgens Kammer del II“.
В този албум доминират клавишните инструменти – тенденция, която групата продължава при някои от по-късните си албуми. Китарните партии са сравнително олекотени, основно използващи прости акорди.
Това е и последният албум, където текстовете на песните се пишат от Aldrahn, до излизането на Death Cult Armageddon през 2003 година.
Началото на Guds Fortapelse е от симфония №9 в Ми минор на Антонин Дворжак.

## Състав на групата
- Shagrath – китара, вокали
- Erkekjetter Silenoz – китара, вокали
- Tjodalv – барабани
- Brynjard Tristan – бас китара
- Stian Aarstad – синтезатори, пиано